# Hippocamp
Hippocamp (auch Neptun XIV) ist der sechstinnerste bekannte Mond des Planeten Neptun.

## Entdeckung
Hippocamp wurde am 1. Juli 2013 von Mark Showalter am SETI-Institut in Mountain View/Kalifornien entdeckt, während er Neptuns Ringsystem untersuchte. Dabei bemerkte er einen weißen Punkt zwischen den Orbits der Monde  Larissa und Proteus. Auf über 150 Archivaufnahmen des Hubble-Weltraumteleskops zwischen 2004 und 2009 tauchte der Punkt immer wieder auf, woraus er den kreisförmigen Orbit des Mondes berechnen konnte. Auf Aufnahmen der Raumsonde Voyager 2, die 1989 an Neptun vorbeiflog, war er aufgrund seiner geringen Helligkeit nicht zu sehen.

## Benennung
Die Benennung als Hippocamp erfolgte am 20. Februar 2019. Ein Hippokamp (griechisch ἱππόκαμπος, von ἵππος „Pferd“ und κάμπος „Seeungeheuer“) ist ein Fabelwesen, vorne ein Pferd, hinten ein Fisch. Die Schreibweise Hippocamp geht auf die lateinische Form hippocampus zurück. Auch die Seepferdchen haben den lateinischen Gattungsnamen Hippocampus.

## Bahndaten
Hippocamp umkreist Neptun auf einer annähernd kreisförmigen, kaum geneigten Bahn zwischen den Monden Larissa und Proteus in einer Entfernung von durchschnittlich 105.300 km zum Zentrum. Für einen Umlauf benötigt der Mond 22 h 48 min.

## Aufbau und physikalische Daten
Hippocamp ist einer der kleinsten der bekannten Neptunmonde, sein Durchmesser wird auf 34 km geschätzt. Das Rückstrahlvermögen beträgt wohl etwa 10 %, was einer relativ dunklen Oberfläche entsprechen würde. Die scheinbare Helligkeit beträgt 26,5 mag. Trotz seiner geringen Helligkeit ist er gerade noch auf den Bildern des Hubble-Weltraumteleskops zu sehen.